# Stenoptilodes hypsipora
Stenoptilodes hypsipora là một loài bướm đêm thuộc họ Pterophoridae. Nó được tìm thấy ở Peru.
Sải cánh dài khoảng 23 mm. Con trưởng thành bay vào tháng 7.